# Åmli kommun
Åmli kommun (norska: Åmli kommune) är en kommun i Agder fylke i södra Norge. Kommunens centralort är tätorten Åmli.

## Administrativ historik
Åmli kommun har genomgått flera gränsjusteringar sedan den bildades på 1830-talet.
- 1876: Kommunen delades och Myklands kommun avskildes.
- 1908: Kommunen delades i tre delav varvid Gjøvdals och Tovdals kommuner bildades.
- 1960: Åmli och Gjøvdals kommuner slogs ihop.
- 1962: Ett område med sju invånare överfördes till Nissedals kommun.
- 1965: Ett område med sju invånare överfördes till Nissedals kommun.
- 1967: Åmli och Tovdals kommuner slogs ihop.
- 1968: Ett område med sex invånare överfördes till Frolands kommun.[9]

## Tätorter
I Åmli kommun finns en tätort:
- Åmli (centralort)

## Socknar
Inom Norska kyrkan motsvaras Åmli kommun av Åmli socken i Aust-Nedenes prosteri i Agder og Telemarks stift.